# Haplodiploidi
Haplodiploidi er en situation, som især kendes fra en række sociale insekter, nemlig at hankønsindivider udvikles fra ubefrugtede æg og er haploide, mens hunkønsindivider udvikles fra befrugtede æg og er diploide.